# Parque Lo Morant
El parque Lo Morant es un parque urbano situado en el norte de la ciudad española de Alicante.

## Descripción
Inaugurado en 1987, está situado en la zona norte de la ciudad, en el barrio de Lo Morant-San Nicolás de Bari y limítrofe con los barrios de Virgen del Carmen y Virgen del Remedio, formando una extensa cuadrícula delimitada por las calles Pedro Salinas, Vicente Aleixandre, Pablo Neruda y Lugo. Es el parque de mayor extensión de la ciudad y es completamente llano. La vegetación se sitúa según el uso y naturaleza del entorno, destacando la hilera de chopos que limita cada uno de los lados del paseo que circunda el parque.
Cuenta con diversas instalaciones deportivas y culturales entre las que destaca su anfiteatro.